# Associação Desportiva Cabofriense
Associação Desportiva Cabofriense é uma agremiação esportiva situada na cidade de Cabo Frio, no estado do Rio de Janeiro, fundada em 1 de janeiro de 1997. Atualmente, a equipe disputa a Série A2 do Campeonato Carioca.

## História
Criada em 1997, sendo um Clube Fênix da Associação Atlética Cabofriense, a Cabofriense conquistou em seu primeiro ano de atuação como filiada da Federação de Futebol do Estado do Rio de Janeiro (FERJ), o acesso à Série B do Campeonato Carioca, como vice-campeã da Série C.
Em 1998, como Campeã da Série B, a equipe conseguiu o acesso à elite do futebol carioca. Entretanto, uma alteração no regulamento do campeonato fez com que o time disputasse uma nova Seletiva, o que acabou adiando a chegada à Série A por mais um ano.
Em 1999 a equipe muda de nome e passa a se chamar Cabo Frio Futebol Clube, nome que utilizou até 2001, quando voltou a se chamar Cabofriense.
Depois de ter disputado a primeira divisão em 2000 e 2001, o clube iniciou seu processo de fortalecimento após uma nova passagem pela Série B, em 2002, quando mais uma vez a Cabofriense foi campeã.

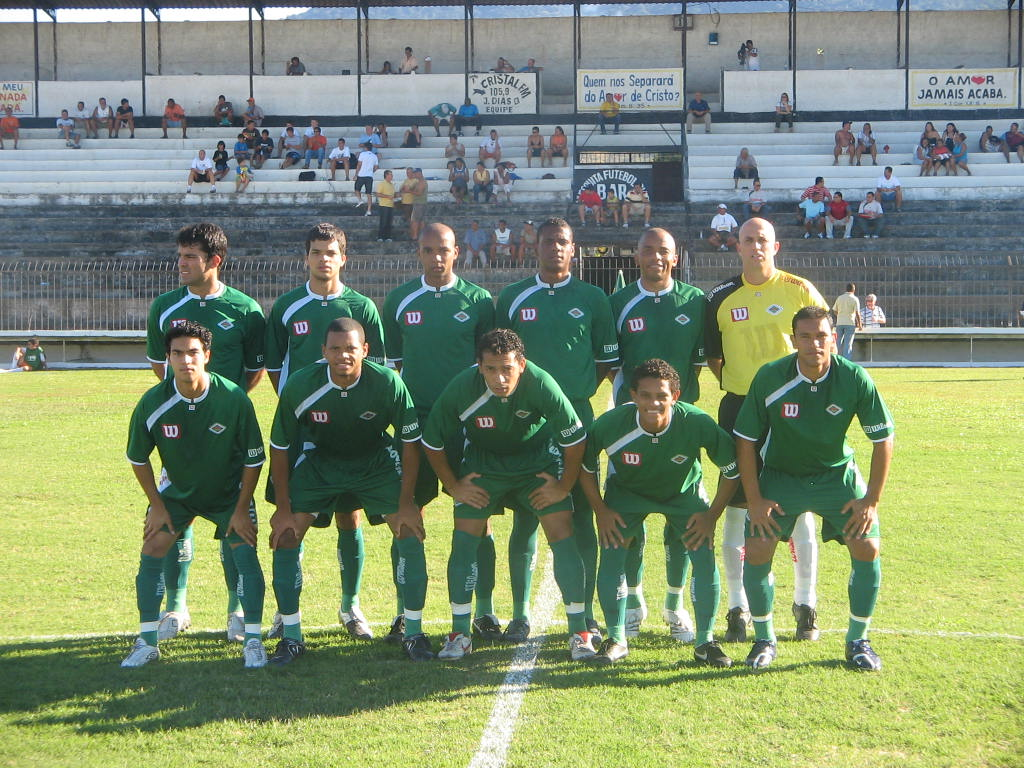
Equipe profissional da Cabofriense em 2007. Foto de Paulo Roberto Rodrigues

De 2003 a 2009, a Cabofriense figurou na elite do futebol do Rio, tendo alcançado, entre 2005 e 2007, o maior número de participações em semifinais das Taças Guanabara e Rio entre todos os clubes da competição, totalizando quatro semifinais e uma final.
O clube fortaleceu, ainda, suas divisões de base, oferecendo oportunidade a jovens talentos do futebol brasileiro. Os resultados da base logo surgiram, com o título da Taça Otávio Pinto Guimarães de Juniores, em 2004 e o vice-campeonato da Taça Guanabara de Juniores, em 2008.
Sob a batuta ideia do presidente Valdemir Mendes e de sua diretoria, a Cabofriense deu início a construção de um moderno Centro de Treinamentos e Excelência, cuja inauguração da primeira etapa das obras está prevista para dezembro de 2010.
A Cabofriense está de volta a Série A do Campeonato Carioca, em 2011, após ter sido campeã da Série B. O futebol do Rio encontrará, nesse retorno, uma Cabofriense renovada, pronta para buscar, em pouco tempo e de forma definitiva, seu espaço no cenário do futebol brasileiro.
E no dia 9 de abril de 2011, retorna a série B do Campeonato Estadual após ser novamente rebaixada ao final dos dois turnos.
Em 2013, após ter ganho seu último jogo no Triangular final da Série B Carioca de 2013, fez o seu retorno a elite estadual, após duas temporadas amargando a Segundona Carioca. Em 2021 a Cabofriense não passou da fase preliminar do Campeonato Carioca e foi rebaixada para a Série A2.

## Títulos
| ESTADUAIS          | ESTADUAIS                     | ESTADUAIS | ESTADUAIS                     |
|                    | Competição                    | Títulos   | Temporadas                    |
| ------------------ | ----------------------------- | --------- | ----------------------------- |
|                    | Campeonato Carioca - Série A2 | 5         | 1986, 1998, 2002, 2010 e 2013 |
|                    | Torneio Interior              | 1         | 2013                          |
| TURNOS DO ESTADUAL |                               |           |                               |
|                    | Competição                    | Títulos   | Temporadas                    |
|                    | Taça Corcovado                | 1         | 2013                          |

### Torneios Internacionais
- Torneio Internacional da Martinica: 2003.

### Títulos de Categorias de Base
- Torneio Otávio Pinto Guimarães (Sub-20): 2004.
- Copa Amizade Infantil (Sub-15): 2003.

## Jogadores destacados
- André
- Flávio
- Olivier
- Têti
- Ramon Menezes
- Abedi
- Goeber
- Gladstone
- Leandro
- Luizão
- Cal
- Leandro Euzébio

## Estatísticas

### Participações
|  | Participações em 2025 |

| Competição                      | Temporadas | Melhor campanha           | Estreia | Última | P | R |
| ------------------------------- | ---------- | ------------------------- | ------- | ------ | - | - |
| Campeonato Carioca              | 17         | 4º colocado (2006 e 2014) | 2000    | 2021   |   | 3 |
| Campeonato Carioca - Série A2   | 10         | Campeão (4 vezes)         | 1998    | 2025   | 4 | – |
| Campeonato Carioca - Série B2   | 1          | Vice-campeão (1997)       | 1997    | 1997   | 1 | – |
| Copa Rio                        | 11         | Vice-campeão (2007)       | 1999    | 2025   |   |   |
| Campeonato Brasileiro - Série C | 3          | 13º colocado (2003)       | 2003    | 2006   | – | – |
| Campeonato Brasileiro - Série D | 2          | 22º colocado (2014)       | 2014    | 2020   | – |   |
| Copa do Brasil                  | 2          | 1ª Fase (2006 e 2015)     | 2006    | 2015   |   |   |

### Histórico em competições oficiais
Campeonato Brasileiro - Série C
| Ano  | Posição |
| ---- | ------- |
| 2003 | 13º     |
| 2005 | 47º     |
| 2006 | 24º     |

Campeonato Brasileiro - Série D
| Ano  | Posição |
| ---- | ------- |
| 2014 | 22º     |
| 2020 | 24º     |

## Uniforme
O seu principal uniforme é composto de camisa branca, com detalhes em verde e vermelho, calção branco com detalhes em verde e vermelho e meias brancas. O reserva é constituído de camisa verde com detalhes em branco e vermelho, calção verde com detalhes em branco e meias verdes.